# 咽鼓管扁桃体
咽鼓管扁桃體（tubal tonsil）简称管扁桃体，又称格拉赫氏扁桃体（Gerlach tonsil），是咽鼓管咽口周围至软腭之间的许多颗粒状淋巴组织，为咽扁桃体的延续。
咽鼓管扁桃體屬於組成瓦爾代爾氏扁桃體環（Waldeyer's tonsillar ring）的四大扁桃体群之一，即腭扁桃體，舌扁桃體，咽扁桃體及管扁桃體。 
咽鼓管扁桃體非常接近咽鼓管圓枕（torus tubarius），旧称“tonsil of torus tubarius”，但此称呼会误解为咽鼓管圆枕本身含扁桃体组织；事实上，圆枕是由咽鼓管软骨支撑形成的黏膜隆起，扁桃体是依附其表面的免疫组织，两者并不等同。
咽鼓管扁桃體位於耳咽管的開口進入鼻咽的後方。